# Brodiaea
Brodiaea là một chi thực vật có hoa trong họ Asparagaceae.

## Các loài
- Brodiaea appendiculata Hoover, 1937
- Brodiaea californica Lindl. ex Lem., 1849
  - Brodiaea californica subsp. leptandra (Greene) J.C.Pires, 2001
- Brodiaea coronaria (Salisb.) Jeps., 1917
  - Brodiaea coronaria subsp. rosea (Greene) Niehaus, 1971
- Brodiaea elegans Hoover, 1939
  - Brodiaea elegans subsp. hooveri Niehaus, 1971
- Brodiaea filifolia S.Watson, 1882
- Brodiaea insignis (Jeps.) Niehaus, 1971
- Brodiaea jolonensis Eastw., 1938
- Brodiaea kinkiensis Niehaus, 1966
- Brodiaea matsonii R.E.Preston, 2010
- Brodiaea minor (Benth.) S.Watson, 1870
- Brodiaea nana Hoover, 1936
- Brodiaea orcuttii (Greene) Baker, 1896
- Brodiaea pallida Hoover, 1938
- Brodiaea santarosae T.J.Chester, W.P.Armstr. & Madore, 2007
- Brodiaea sierrae R.E.Preston, 2006
- Brodiaea stellaris S.Watson, 1882
- Brodiaea terrestris Kellogg, 1859
  - Brodiaea terrestris subsp. kernensis (Hoover) Niehaus, 1971

### Chuyển đi
- Brodiaea luzula Macl., 1915 = Luzula brachyphylla Phil., 1865
- Brodiaea poeppigiana (Gay) Kurtz, 1894 = Tristagma poeppigianum (Gay) Traub, 1963
- Brodiaea porrifolia (Poepp.) Meigen, 1893 = Tristagma porrifolium (Poepp.) Traub, 1963
- Brodiaea versicolor (Hoover) Munz, 1958 = Triteleia versicolor Hoover, 1941

## Hình ảnh

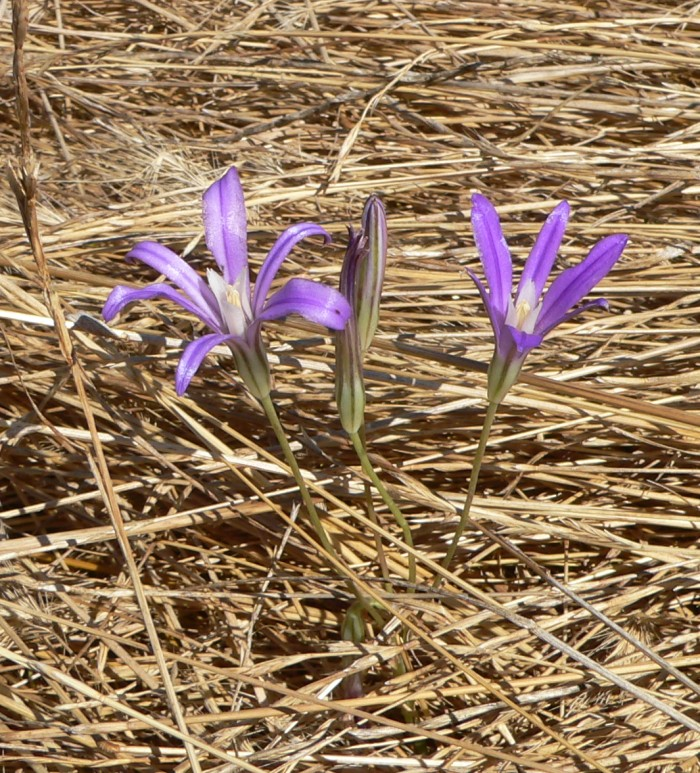
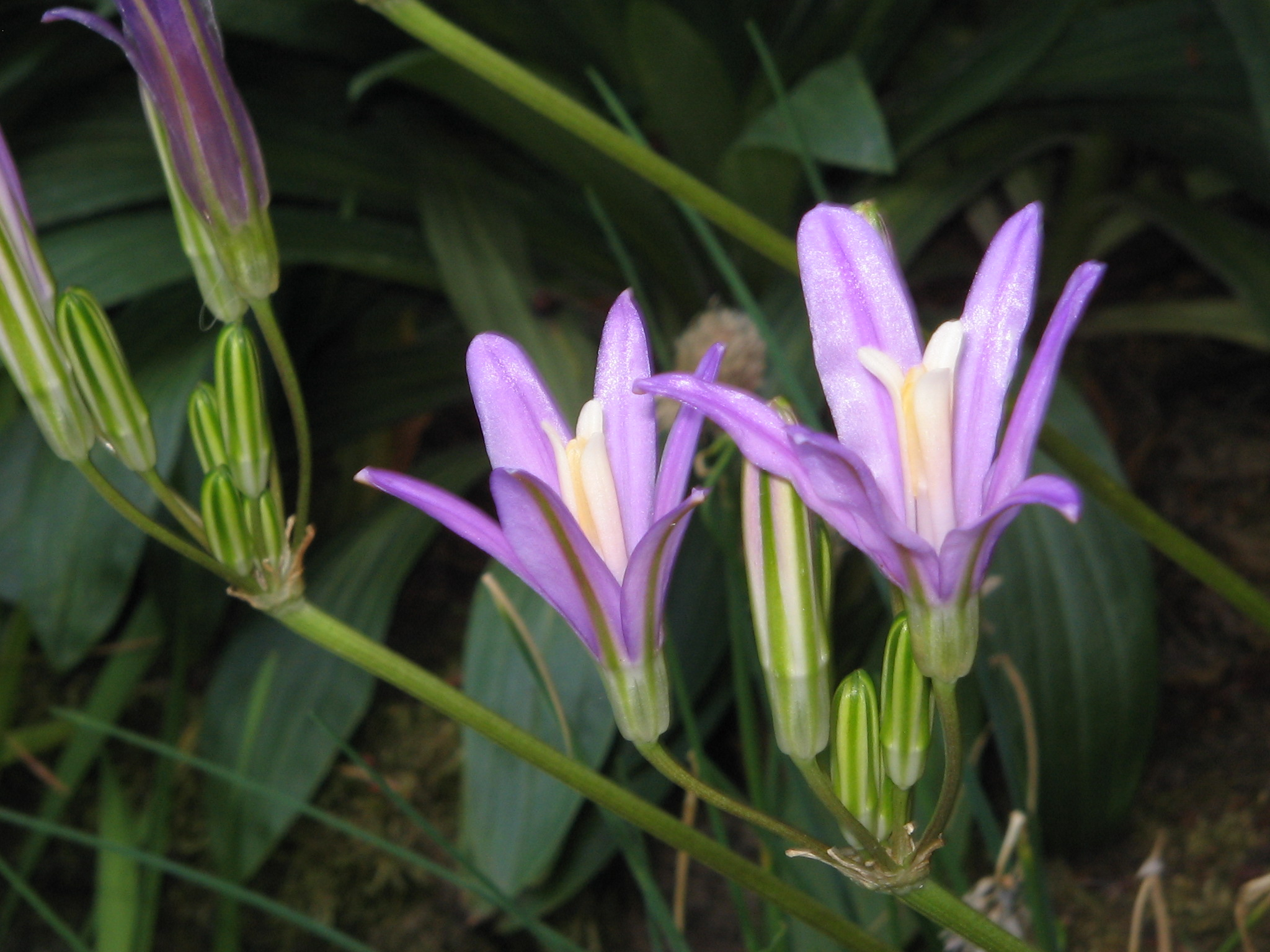
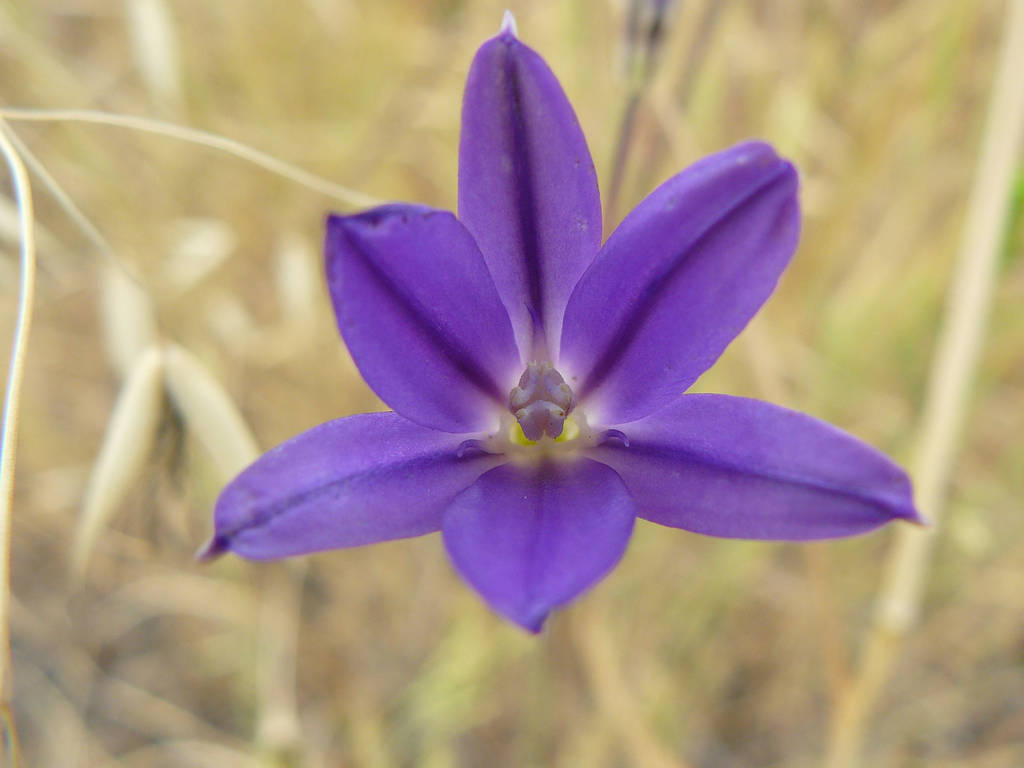